# Pseudoscilla decorata
Pseudoscilla decorata is een slakkensoort uit de familie van de Pyramidellidae. De wetenschappelijke naam van de soort is voor het eerst geldig gepubliceerd in 1873 door de Folin.